# Cercopithecus campbelli
Cercopithecus campbelli је врста примата (Primates) из породице мајмуна Старог света (Cercopithecidae). 

## Распрострањење
Ареал врсте покрива средњи број држава. Присутна је у следећим државама: Обала Слоноваче, Гамбија, Гана, Гвинеја, Гвинеја Бисао, Либерија, Сенегал и Сијера Леоне.

## Станиште
Станишта врсте су шуме и саване.

## Угроженост
Ова врста је наведена као последња брига, јер има широко распрострањење и честа је врста.